# Alibi (film 1929)
Alibi è un film drammatico del 1929 diretto da Roland West.

## Trama
Chick Williams, il capo di una gang, sposa segretamente Joan Manning, la figlia di un sergente di polizia. Durante un colpo, Chick - che ha promesso alla moglie di essersi ravveduto - usa Joan come alibi, essendo andati ambedue a teatro insieme. Solo che lui ha approfittato dell'intervallo per commettere una rapina durante la quale è rimasto ucciso un agente.
Il poliziotto Danny McGann, infiltrato nella gang, viene scoperto da Chick che lo uccide. Ma per il gangster è finita: con la polizia che circonda la casa, non ha più scampo.

## Produzione
Il film fu prodotto dalla Feature Productions.

## Distribuzione
Distribuito dall'United Artists, il film uscì nelle sale cinematografiche USA il 20 aprile, dopo una prima l'8 aprile 1929 a New York. In Argentina, fu distribuito con il titolo La senda prohibida, uscendo il 28 agosto 1929.

## Riconoscimenti
- 1930 - Premio Oscar
  - Candidatura Miglior film alla Feature Production
  - Candidatura Miglior attore protagonista a Chester Morris
  - Candidatura Migliore scenografia a William Cameron Menzies